# Forouzan
Forouzan est le nom de scène de Parveen Khairbakhsh, actrice iranienne née le 4 Shahrivar 1316 du calendrier persan (26 août 1937) à Bandar-e Anzali et morte le 24 janvier 2016 à Téhéran.
Le film Dayereh mina (« Le cycle »), réalisé par Dariush Mehrjui en 1975 et sorti en 1978, est le seul de la Nouvelle vague iranienne où elle a joué. Mais elle est apparue dans d'autres films de réalisateurs célèbres, tels que Ali Hatami, Fereydoun Gole (en) et Shapur Gharib (en). Les films qui ont le plus contribué à sa notoriété sont Sahele entezar (« The Shores of Anticipation » de Syamak Yasami, 1963), Ensanha ( « The Humans », 1964, avec Mohamad Ali Fardin), Ganj-e gharun (« Qarun's Treasure », 1965, de Syamak Yasami), Dalahu (1967), Baba Shamal d'Ali Hatami (1971), Ayyoub de Fereydoun Jourak, Khaterkhah (« The lover », 1972).
C'est Sahele entezar qui la fait connaître. Le couple qu'elle forme avec Mohammad Ali Fardin est iconique du film farsi (cinéma populaire iranien d'avant 1979).
Elle a joué dans plus de 60 films dans les années 1960 et 70. Après la révolution islamique, elle s'est vu interdire de jouer au cinéma et n'a plus tourné aucun film jusqu'à sa mort en 2016.

## Liens
- Ressource relative à l'audiovisuel :   - IMDb
- Notices d'autorité :   - VIAF
  - ISNI
  - BnF (données)